# آنا ماریا ماتوته
آنا ماریا ماتوته (به اسپانیایی: Ana María Matute Ausejo) (زاده ۲۶ ژوئن ۱۹۲۵ - درگذشته ۲۵ ژوئن ۲۰۱۴) نویسنده زن اسپانیایی بود.

## زندگی‌نامه
در ۲۶ ژوئن ۱۹۲۵ در شهر بارسلون متولد گردید او دومین فرزند از پنج فرزند یک خانواده طبقه متوسط محافظه کار بود. در ۴ سالگی براساس بیماری به کوهپایه نزد مادر بزرگ و پدر بزرگش فرستاده شد که در روحیه او تأثیر گذاشت و منبع الهام داستان پولیانا چشم و چراغ کوهپایه شد. ده ساله بود که اسپانیا دچار تلاطم سیاسی شد و آتش جنگ داخلی در آن کشور شعله‌ور شد. وی در مادرید، پایتخت اسپانیا به مدرسه مذهبی رفت. با توجه به وسواس غریب او در نوشتن در شانزده سالگی نخستین اثرش را نوشت. اولین داستانش را در ۱۹ سالگی به ناشر سپرد و در ۲۲ سالگی اولین رمان خود با عنوان هابیل را به چاپ رسانید. آنا ماریا ماتوته نخستین زنی بود که به عضویت آکادمی زبان اسپانیا درآمد. او یکی از بهترین نویسندگان دوران پس از جنگ داخلی اسپانیا به‌شمار می‌رود و آثارش به ده‌ها زبان ترجمه شده‌اند.
آنا ماریا ماتوته، در ایران با ترجمه محمد قاضی به خوانندگان فارسی‌زبان معرفی شد، «پولینا چشم و چراغ کوهپایه»، اولین کتاب از این نویسنده اسپانیایی است که اولین بار در سال ۱۳۵۲ با ترجمه محمد قاضی در ایران منتشر شد و از آن زمان بیش از ده بار تجدید چاپ شده‌است.
آثارش در دوران دیکتاتوری ژنرال فرانکو سانسور شدند و او از نوشتن در روزنامه‌ها و مجلات منع شد. او در دهه هفتاد و هشتاد میلادی به افسردگی مبتلا شد و در این مدت چیزی ننوشت. آنا ماریا ماتونه خود بعدها گفت که در دوران ژنرال فرانکو، «من را فردی غیراخلاقی و بدون ادب می‌دانستند.» در سال ۲۰۱۱ در نمایشگاهی از آثارش، نشان داده شد که سانسورچیان چگونه نوشته‌های او را تغییر می‌دادند. او در سال ۲۰۱۰ برنده جایزه سروانتس شد که بزرگ‌ترین جایزه ادبی اسپانیایی زبان‌ها در جهان است و به سومین زن در تاریخ این جایزه تبدیل شد که آن را دریافت کرده‌است. پدرو ویورا، منتقد ادبی به خبرگزاری رویترز گفته‌است که دوران کودکی، تنهایی و انزوا از موضوعات مورد علاقه آنا ماریا ماتوته به‌شمار می‌رفتند. آنا ماریا ماتوته بزرگ‌ترین جوایز ادبی اسپانیا را از آن خود کرده‌است. آنا ماریا ماتوته بر اثر حمله قلبی در ۲۵ ژوئن ۲۰۱۴ در سن ۸۸ سالگی در شهر بارسلون درگذشت.

## زندگی حرفه‌ای
او علاوه بر اینکه برای کودکان داستان‌های بسیاری نوشته، برای بزرگسالان نیز رمان و داستان‌های کوتاه منتشر ساخته‌است. کتاب‌هایش به هفده زبان ترجمه و تجدید چاپ می‌گردد. ماتوته از سبک رئالیسمی خاص خود در رمان‌ها و داستان‌هایش بهره می‌برد و آثارش در دانشکده‌های ادبیات کشورهای اسپانیایی زبان و دیگر نقاط جهان تدریس و مورد تحلیل و نقد قرار می‌گیرند.

## کتابشناسی
- پولیانا چشم و چراغ کوهپایه
- هابیل (۱۹۴۸)
- ملخ سخنگو و صدای گمشده
- مسافر قاچاق کشتی اولیس (۱۹۶۵)
- پایان واقعی زیبای خفته
- صدای گمشده بونگو

## جوائز و افتخارات
- جوایز و honorsPremio ۲۰۱۰ میگل د سروانتس (میگل د سروانتس جایزه)[۱]
- جایزه کریسمس (کریسمس جایزه)
- جایزه ملی ادبیات (جایزه ملی ادبیات)
- جایزه ادبیات کودکان و نوجوانان (جایزه ادبیات کودکان)
- جایزه سیاره (سیاره جایزه)
- جایزه د لا نقد (جایزه منتقدان)
- جایزه «کافه خیخون»
- او عضو RAE (اسپانیایی آکادمی سلطنتی) در سال ۱۹۹۶ ساخته شده بود. او سومین زنی است که به عنوان عضو SAR انتخاب شده بود.